# Ibon Sarasola

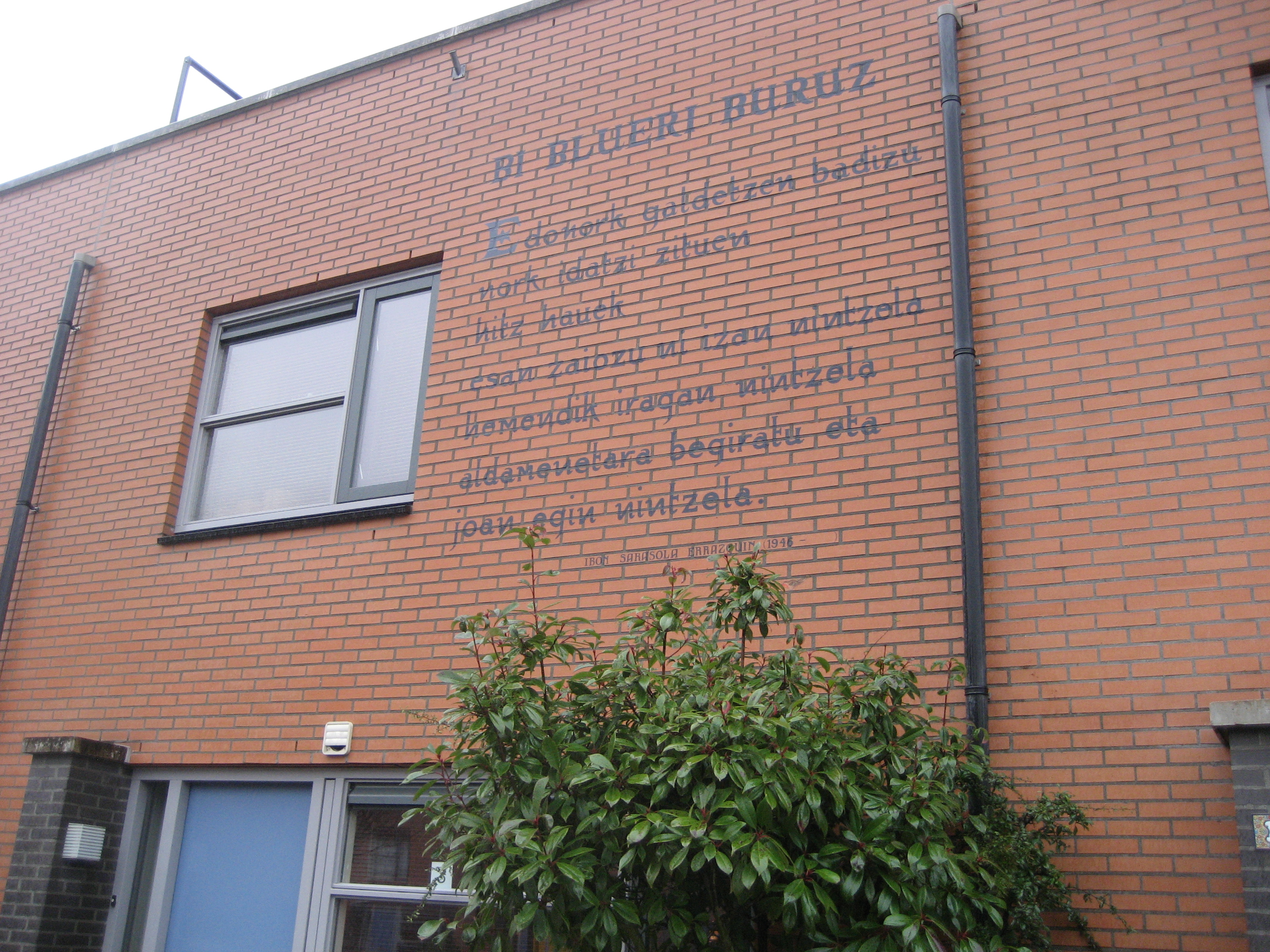
Bi blueri buruz (Leiden)

Ibon Sarasola Errazquin (Sant Sebastià, Guipúscoa, 1946) és un escriptor basc en llengua basca. És catedràtic de la Universitat del País Basc i membre de número de la Reial Acadèmia de la Llengua Basca.

## Obra
Com a poeta, és autor de Poemagintza (“Construcció del poema”, 1969). La seva poesia ja no té una intenció social, sinó que descriu un projecte individual. Com a narrador s'emmarca en el corrent del realisme objectivista, amb obres com Jon eta Ane zigarro bat erretzen (“Joan i Anna fumant una cigarreta”, 1977). És també un important crític i historiador de la literatura en euskera, amb obres com Historia de la literatura vasca (1971) i La literatura vasca en cifras (1975).
Va participar com un dels redactors principals i va dirigir l'equip que va elaborar una de les obres magnes de l'Euskaltzaindia, el Diccionari General Basc (Orotariko Euskal Hiztegia), iniciat per Koldo Mitxelena, de setze volums i 125.987 entrades.
L'any 2005 va publicar el diccionari castellà-euskera Zehazki Hiztegia amb 100.000 entrades, disponible en línia a l'Institut d'Euskera de la UPB/EHU, i el 2007 va participar en l'elaboració dels diccionaris en línia Hiztegi Batua Euskal Prosan (HBEP) i Egungo Euskararen Hiztegia (EEH), el diccionari d'euskera modern més extens que existeix actualment, amb centenars de mils d'exemples, publicats tots dos per l'Institut d'Euskera de la UPB/EHU. És el lexicògraf basc més important en l'actualitat i alhora autor d'obres d'assaig sobre la llengua basca, com Euskara batuaren ajeak (Els defectes de l'euskera unificat).
Dedicat a la lexicografia, les seves obres principals són Oratariko Euskal Hiztegia, Hiztegi Batua Euskal prosan i Egungo Euskararen Hiztegia (2007). Però en el moment en què als anys setanta es produeix el procés de modernització de la literatura basca va publicar dues obres, un poemari i un conte comentat, que van fer d'ell una de les figures més llegides de la prosa en euskera.

### Poemagintza(1969)
El llibre Poemagintza es va publicar el 1969 i es tractava d'una mirada crítica a la poesia social de Gabriel Aresti (1933-1975), atès que el text oblidava l'expressió col·lectiva de la veu social per expressar la consciència personal d'un individu. Així, proposa un mètode, irònic i paròdic, per escriure poesia com l'empresa “Agroman” realitza la seva obra per construir cases. Aquell aire iconoclasta s'estén a molts dels poemes del llibre, que també busca la musicalitat del text.

### Jon eta Anne zigarro bat erretzen(1977)
L'any 1977 va publicar Jon eta Ane zigarro bat erretzen, un petit relat que es va imprimir de manera independent. En resulta una narració que estableix la voluntat de fer servir totes les tècniques narratives que dotaven de novetat la narració del moment. Jon i Anne fumen una cigarreta després d'haver fet l'amor. En un espai tancat, en un temps molt curt, mentre es consumeix la cigarreta, els dos personatges recorden per torns el procés que els ha dut a aquell moment. La narració comença “in media res” i el lector no s'adonarà fins al final de com de profunda és la seva incomunicació. L'autor va voler que el temps de la narració (uns deu minuts) i el real de la lectura coincidissin. Així doncs, s'uneixen el temps de la narració, el de la història explicada i el de la lectura real. Aquest isocronisme múltiple és una de les troballes tècniques més grans del text. Tot això per tal d'insistir en la solitud radical de les persones en un moment d'intimitat majúscul.